# Tux Racer
Tux Racer is een opensource-3D-computerspel, waarin de Linuxmascotte, Tux (een pinguïn) al glijdend van de heuvels zo veel mogelijk haringen moet verzamelen. Het spel werd in eerste instantie ontwikkeld als een project van de universiteit door Jasmin Patry. Nadat hij het als vrije software vrijgaf onder de GPL in 2000, nam de Linux-gemeenschap de ontwikkeling over. Later zijn er ook een commerciële (closed source) versie en diverse ports naar andere besturingssystemen uitgekomen. De laatste info op de site dateert van 2001 en de ontwikkeling van Tux Racer is stopgezet.

## Galerij

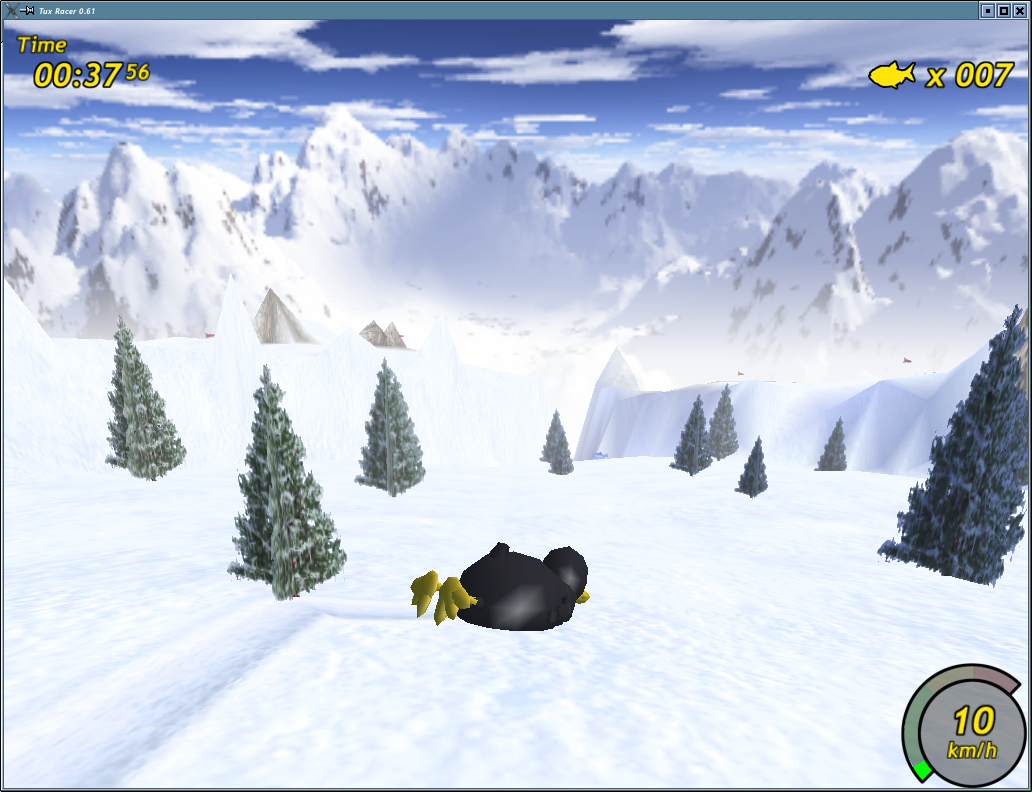
Screenshot van Tux Racer
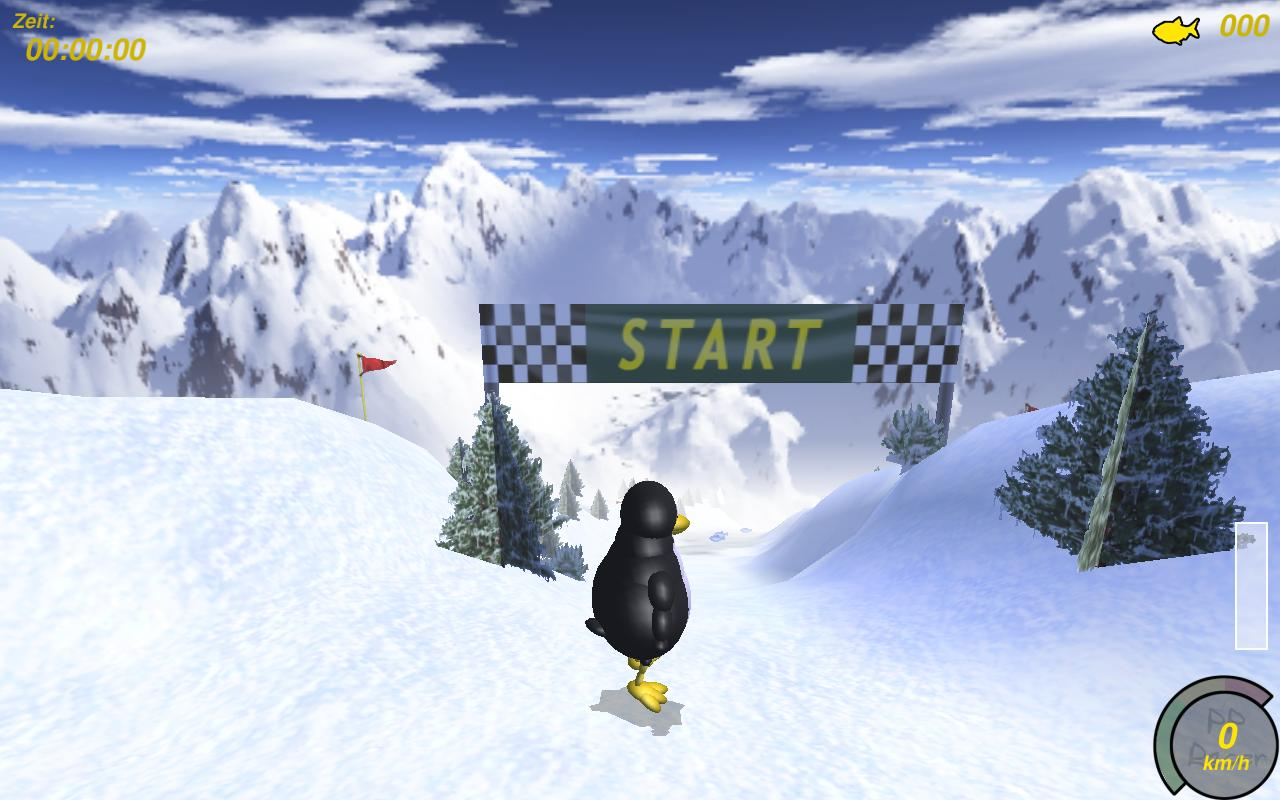
Screenshot van Tux Racer